# Mandespråk
Mandespråk är en grupp om 40 språk som talas i Västafrika och utgör en gren av språkfamiljen Niger-Kongospråk. Bland mandespråken finns mandinka, soninke, bambara, dyula, kagoro, bozo, mendé, yacouba, vai och ligbi. Mandespråken har tillsammans ca 20 miljoner talare i Gambia, Guinea, Guinea-Bissau, Elfenbenskusten, Senegal, Ghana, Togo, Benin, Burkina Faso, Mauretanien, Niger, Sierra Leone, Nigeria och Mali. 
Språkgruppen beskrevs första gången 1854 av S. W. Koelle i sin Polyglotta Africana. Han nämnde då 13 språk. 1901 gjorde Maurice Delafosse en åtskillnad mellan två grupper i sin Essai de manuel pratique de la langue mandé ou mandingue. Han talar där om en nordlig grupp mandé-tan och en sydlig grupp mandé-fu. 1924 framförde L. Tauxier att denna distinktion inte var välgrundad och att det finns minst en tredje undergrupp, som han kallade mandé-bu. Denna åsikt stöddes av A. Prost 1950. 1958 publicerade Welmers en artikel The Mande Languages, där han indelade språken i tre undergrupper - nordväst, syd och öst, grundat på lexikostatistik. Joseph Greenberg anammade denna uppdelning i sin The Languages of Africa (1963). Long (1971) och G. Galtier (1980) följer indelningen i tre grupper men med betydande skillnader. 
Numera indelar majoriteten av språkforskarna mandespråken i en västlig och en östlig gren, av vilka den västliga är större och omfattar 27 språk. Flera av de västliga språken har mer än en miljon talare, nämligen bambara, malinke, maninka, mende, dyula, soninke och susu. Av dessa har bambara och dyula omkring 4 miljoner talare. Dyula är ett lingua franca inom handeln i norra Elfenbenskusten och västra delen av Burkina Faso. Den östliga gruppen omfattar 13 språk av vilka endast ett, dan, når upp till en miljon talare. 